# Degeneracja poziomów energetycznych
Degeneracja (zwyrodnienie) – w fizyce kwantowej zwykle mianem degeneracji określa się sytuację, kiedy jednej wartości energii układu odpowiada wiele stanów kwantowych układu. Zmieniając warunki fizyczne, np. umieszczając go w polu magnetycznym, energie różnych stanów kwantowych mogą zmienić się w różnym stopniu, rozdzielając jeden poziom energetyczny na kilka.
Poziomy energetyczne mogą się zatem rozdzielać (rozszczepiać) czyli dzielić na kilka stanów energetycznych o zbliżonej energii z powodu oddziaływania magnetycznych momentów spinowych i orbitalnych elektronów w atomie (w ten sposób powstaje struktura subtelna). Z kolei ta struktura może zostać rozszczepiona ze względu na oddziaływanie spinowych momentów magnetycznych elektronów z momentem magnetycznym jądra atomowego (struktura nadsubtelna).
Typowym przykładem degeneracji są orbitale elektronowe w atomach. Na każdej powłoce energetycznej znajduje się pewna liczba elektronów o tej samej energii, różniących się jednak wartościami liczb kwantowych, są to stany zdegenerowane. Ze spinem związany jest moment magnetyczny, przyłożenie zewnętrznego pola magnetycznego powoduje usunięcie degeneracji, gdyż elektron ze spinem ustawionym zgodnie z zewnętrznym polem znajdzie się w innym stanie energetycznym niż elektron ze spinem ustawionym w kierunku przeciwnym. Efektem tego jest między innymi rozdzielenie linii spektralnych pod wpływem pola magnetycznego – efekt Zeemana, pola elektrycznego – efekt Starka.
Ogólnie w mechanice kwantowej opisuje się zjawisko kwantowe, polegające na pojawianiu się stanów kwantowych (stanów własnych) operatorów kwantowych skojarzonych z pewną wielkością fizyczną, powiedzmy A, o takiej własności, że tej samej wartości własnej operatora A odpowiada kilka stanów własnych. Mówimy wówczas, że stany wielkości A są zdegenerowane, bowiem mierząc wartość wielkości A, nie jesteśmy w stanie rozpoznać, w jakim stanie kwantowym znajduje się układ. Zwykle istnieje wielkość B, która pozwala rozróżnić poszczególne stany odpowiadające zdegenerowanej wartości wielkości A.